# Малые Меретяки
Малые Меретяки — деревня в Тюлячинском районе Татарстана. Входит в состав Большенырсинского сельского поселения.

## География
Находится в северо-западной части Татарстана на расстоянии приблизительно 16 км на юг по прямой от районного центра села Тюлячи.

## История
Известна с 1680 года как Починок Меретяковский. В начале XX века работала школа Братства святителя Гурия. Возможно часть населения составляли кряшены.
В «Списке населенных мест по сведениям 1859 года», изданном в 1866 году, населённый пункт упомянут как казённая деревня Малые Меретяки (Бичурино) 2-го стана Лаишевского уезда Казанской губернии. Располагалась при речке Нырсе, по правую сторону торговой Ногайской дороги, в 71 версте от уездного города Лаишево и в 4 верстах от становой квартиры в казённом селе Карабаяны (Богородское). В деревне, в 23 дворах жили 141 человек (75 мужчин и 66 женщин), была мечеть.

## Население
Постоянных жителей было: в 1782 году — 17 душ мужского пола, в 1859—174, в 1897—247, в 1908—351, в 1920—326, в 1926—288, в 1938—286, в 1949—563, в 1958—238, в 1970—244, в 1979—210, в 1989—167, 155 в 2002 году (татары 99 %), 133 в 2010.